# Apple S3
Apple S3は、Appleが設計した32ビット ARMベースのチップ（SiP）である。

## 概要
S3は、2017年9月12日に発表された。Appleによると、S3は前世代のApple S2より70％高速である。S2チップと比較して、アプリの起動速度が上がり、よりスムーズなユーザーインターフェイスの実現が可能となっている。S3には、気圧高度計、W2ワイヤレス接続プロセッサ、および一部のモデルでは組み込みのeSIMによるUMTS（3G）およびLTE （4G）セルラーモデムが含まれている。気圧計は、身体活動を正確に追跡するために統合された。
Tech Insightsは、S3 SiPには768 MBのDRAM、および16 GBのフラッシュメモリが搭載されていることを発見した。これはS2のものと比較すると、それぞれ1.5倍、2倍である。
2018年にApple S4チップがリリースされた後、S3が搭載されたApple Watchは市場に残ったが、より低価格で販売された。

## 構成
Tech Insightsは、Apple S3 SiPの以下の構成を特定した。
- ベースバンドプロセッサ：Qualcomm MDM9635M、Snapdragon X7LTEモデム
- DRAM：SK Hynix H54T6D63M、768 MB LPDDR4 SDRAM
- Appleデュアルコアプロセッサ、恐らくDRAMの下
- NAND：4x 東芝 FPV7_32G、合計 16 GB フラッシュメモリ
- Wifi + Bluetooth：Apple 338S00348（W2チップ）
- RFコンポーネント：Qualcomm WTR3925 RF、AFEM-8069 フロントエンドモジュール、Skyworks SKY 78198 パワーアンプモジュール（PAM）、Qualcomm QFE3100 エンベロープトラッカー
- NFC：NXP PN80V NFC
- MCU：STMicro ST33G1M2、32 ビット ARM SC300MCU

## 搭載製品
- Apple Watch Series 3